# Crayon Shin-chan: Crash! Rakuga Kingdom and Almost Four Heroes
Crayon Shin-chan: Crash! Rakuga Kingdom and Almost Four Heroes es una película animada del año 2020 perteneciente al género de comedia, basada en el manga y anime del mismo nombre, es la película número 28 basada en la franquicia de Crayon Shin-chan.

## Argumento
Shin Chan el irreverente muchacho del preescolar, se ve envuelto en graves problemas por su serie de Anime favorita el Muchacho enmascarado.